# Freienhagen (Eichsfeld)
Freienhagen is een gemeente in de Landkreis Eichsfeld in het noorden van Thüringen in Duitsland.
Freienhagen is een van oorsprong Hoogduits sprekende plaats, en ligt aan de Uerdinger Linie. Freienhagen telt 285 inwoners. De burgemeester is Rene Peter (CDU).